# ستکاسس
ستکاسس (به اسپانیایی: Setcases) یک شهرستان در اسپانیا است که در خرنا واقع شده‌است.

## خصوصیات
ستکاسس ۴۹٫۱ کیلومترمربع مساحت و ۲۰۰ نفر جمعیت دارد و ۱٬۲۳۰ متر بالاتر از سطح دریا واقع شده‌است.